# Oliver Solberg
Oliver Solberg, (Fredrikstad, Noruega; 23 de septiembre de 2001) es un piloto de rally sueco, hijo del también piloto y campeón del mundo Petter Solberg.
Solberg con tan solo 17 años debutó en una prueba del Campeonato de Europa de Rally, el Rally Liepāja logrando la victoria absoluta, convirtiéndose así en el piloto más joven en lograr una victoria en la historia del certamen continental.

## Trayectoria

### Inicios
Hijo del campeón del mundo de rallyes y de rallycross, Petter Solberg y de Pernilla Walfridsson-Solberg, también piloto ocasional que llegó a ser campeona de Noruega de grupo N, Oliver creció en el ambiente de las carreras. Su abuelo paterno también fue piloto y su tío es Henning Solberg, hermano de Petter. Sus primeras experiencias al volante fueron en la disciplina de rallycross, y se pasó a los rallies con quince años en Letonia, país donde se permite participar a partir de esa edad. Participa durante dos temporadas con un Peugeot 208 R2 logrando el subcampeonato júnior del campeonato letón. En 2019 se estrena con un VW Polo GTI R5 logrando la victoria absoluta en el Rally Alūksne y el Rallijs Sarma y luego realiza un pequeño periplo por tierras estadounidenses con un Subaru WRX STI, también cosechando buenos resultados. Finalmente en mayo debuta en la prueba letona puntuable para el campeonato de Europa, el Rally Liepaja con un VW Polo GTI R5, y una «M» en la parte trasera indicadora de que no era un conductor con la licencia completa, logrando la victoria por delante de pilotos como el ruso Alexey Lukyanuk.

### Primeros años en WRC y Rally1
Debutó en el Campeonato Mundial de Rally, en octubre de 2019, disputando el Rally de Gran Bretaña junto a su padre Petter quien disputaba su último evento automovilístico, ambos participaron con sendos VW Polo GTi R5. En el rally, Solberg mostró un gran ritmo para ser su debut, ganó cuatro etapas pero un accidente en la última etapa lo obligó a abandonar.
Al año siguiente disputó el Rally de Montecarlo con el VW Polo GTi R5 propiedad de su familia, finalizando el rally vigésimo quinto. Días después se anunció el apoyo de Škoda Motorsport a Solberg en el WRC 3 con un Škoda Fabia R5 Evo a partir del Rally de Suecia.
En de diciembre de 2020 se hizo oficial el fichaje de Solberg por el Hyundai Motorsport N, la estructura oficial del Hyundai World Rally Team en el WRC 2. En 2021, Solberg pilota en el WRC 2 haciendo dupla con el noruego Ole Christian Veiby. En febrero, Hyundai anunció que Solberg disputaría su primera prueba mundialista en un World Rally Car en el Rally del Ártico, Solberg disputó el rally con una unidad del Hyundai 2C Competition.
En mayo, Hyundai anunció que Solberg disputaría su segunda prueba mundialista con el Hyundai i20 Coupe WRC en el Rally del Cerdeña, volviendo a pilotar una unidad del Hyundai 2C Competition siendo pilotado esta vez si por Aaron Johnston. Lamentablemente no pudo disputar el rally debido a que su padre Petter dio positivo de COVID-19 y al ser contacto estrecho, tuvo que hacer una cuarentena de 14 días. En de junio, Hyundai comunicó que Solberg reemplazaría a Pierre-Louis Loubet, lastrado por sus malos resultados en el Rally Safari dentro del Hyundai 2C Competition. En la prueba keniata, Solberg no tuvo la mejor actuación: en la segunda etapa, tocó un bache y chocó contra un banco de tierra dañando seriamente la parte trasera de su i20 WRC, logró continuar dos etapas más pero se vio obligado a retirarse en la quinta etapa debido a los daños sufridos en la jaula antivuelcos.
En septiembre, Solberg anunció el final de su relación con su copiloto Aaron Johnston luego de tres años de cooperación. En esos tres años juntos ganaron el Campeonato Letón de Rally en 2019 y el ERC 1 Junior en 2020.

## Victorias

### Victorias en el WRC
| # | Rally                   | Temp. | Copiloto          | Auto                   |
| - | ----------------------- | ----- | ----------------- | ---------------------- |
| 1 | 15. Delfi Rally Estonia | 2025  | Elliott Edmondson | Toyota GR Yaris Rally1 |

### Victorias en el WRC-2
| # | Rally                           | Temp. | Copiloto          | Auto                   |
| - | ------------------------------- | ----- | ----------------- | ---------------------- |
| 1 | 70th Rally Sweden               | 2023  | Elliott Edmondson | Škoda Fabia RS Rally2  |
| 2 | 2º Rally Chile BIOBÍO           | 2023  | Elliott Edmondson | Škoda Fabia RS Rally2  |
| 3 | 71st Rally Sweden               | 2024  | Elliott Edmondson | Škoda Fabia RS Rally2  |
| 4 | 1.º Tet Rally Latvia            | 2024  | Elliott Edmondson | Škoda Fabia RS Rally2  |
| 5 | 73rd Secto Rally Finland        | 2024  | Elliott Edmondson | Škoda Fabia RS Rally2  |
| 6 | 72nd Rally Sweden               | 2025  | Elliott Edmondson | Toyota GR Yaris Rally2 |
| 7 | 58.º Vodafone Rally de Portugal | 2025  | Elliott Edmondson | Toyota GR Yaris Rally2 |
| 8 | 69. EKO Acropolis Rally of Gods | 2025  | Elliott Edmondson | Toyota GR Yaris Rally2 |

### Victorias en el WRC-3
| # | Rally             | Temp. | Copiloto       | Auto           |
| - | ----------------- | ----- | -------------- | -------------- |
| 1 | 10. Rally Estonia | 2020  | Aaron Johnston | VW Polo GTi R5 |

### Victorias en el ERC
| # | Rally                                 | Temp. | Copiloto          | Auto                  |
| - | ------------------------------------- | ----- | ----------------- | --------------------- |
| 1 | 7. Rally Liepāja                      | 2019  | Aaron Johnston    | VW Polo GTi R5        |
| 2 | 8. Rally Liepāja                      | 2020  | Aaron Johnston    | VW Polo GTi R5        |
| 3 | 1. BAUHAUS Royal Rally of Scandinavia | 2023  | Elliott Edmondson | VW Polo GTi R5        |
| 4 | 2. BAUHAUS Royal Rally of Scandinavia | 2024  | Elliott Edmondson | Škoda Fabia RS Rally2 |

## Resultados

### WRC
| Año  | Equipo                  | Automóvil              | 1       | 2      | 3       | 4      | 5       | 6       | 7       | 8       | 9       | 10      | 11     | 12      | 13  | 14    | Pos. | Puntos |
| ---- | ----------------------- | ---------------------- | ------- | ------ | ------- | ------ | ------- | ------- | ------- | ------- | ------- | ------- | ------ | ------- | --- | ----- | ---- | ------ |
| 2019 | Oliver Solberg          | VW Polo GTi R5         | MON     | SWE    | MEX     | FRA    | ARG     | CHL     | POR     | ITA     | FIN     | GER     | TUR    | GBR Ret | ESP | AUS C | NC   | 0      |
| 2020 | Oliver Solberg          | VW Polo GTi R5         | MON 25  |        | MEX Ret | EST 9  | TUR     |         |         |         |         |         |        |         |     |       | 17.º | 8      |
| 2020 | Oliver Solberg          | Škoda Fabia Rally2 Evo |         | SWE 17 |         |        |         | ITA 18  | MNZ 7   |         |         |         |        |         |     |       | 17.º | 8      |
| 2021 | Hyundai Motorsport N    | Hyundai i20 NG R5      | MON Ret |        | CRO     | POR 11 |         |         | EST Ret |         |         |         |        |         |     |       | 13.º | 22     |
| 2021 | Hyundai Motorsport N    | Hyundai i20 N Rally2   |         |        |         |        |         |         |         | BEL Ret | GRE Ret | FIN Ret |        |         |     |       | 13.º | 22     |
| 2021 | Hyundai 2C Competition  | Hyundai i20 Coupe WRC  |         | ART 7  |         |        | ITA WD  | SAF Ret |         |         |         |         | ESP 7  | MNZ 5   |     |       | 13.º | 22     |
| 2022 | Hyundai Shell Mobis WRT | Hyundai i20 N Rally1   | MON Ret | SWE 6  | CRO Ret |        | ITA     | SAF 10  | EST 13  | FIN Ret | BEL 4   | GRE     | NZL 5  | ESP     | JPN |       | 12.º | 33     |
| 2022 | Hyundai Motorsport N    | Hyundai i20 N Rally2   |         |        |         | POR 47 |         |         |         |         |         |         |        |         |     |       | 12.º | 33     |
| 2023 | Oliver Solberg          | Škoda Fabia RS Rally2  | MON 14  | SWE 8  | MEX 8   | CRO 10 | POR 7   | ITA 44  |         | EST 38  | FIN 6   | GRE Ret | CHL 6  | EUR     | JPN |       | 10.º | 33     |
| 2023 | Oliver Solberg          | Škoda Fabia Rally2 Evo |         |        |         |        |         |         | SAF 9   |         |         |         |        |         |     |       | 10.º | 33     |
| 2024 | Toksport WRT            | Škoda Fabia RS Rally2  | MON 40  | SWE 5  | SAF 7   | CRO    | POR Ret | ITA DNS | POL 10  | LAT 10  | FIN 5   | GRE     | CHL 11 | EUR 7   | JPN |       | 13.º | 27     |
| 2025 | Printsport              | Toyota GR Yaris Rally2 | MON 15  | SWE 9  | SAF 12  | ESP 16 | POR 10  | ITA 8   | GRE 6   |         | FIN     | PAR     | CHL    | EUR     | JPN | SAU   | 8.º  | 52     |
| 2025 | Toyota Gazoo Racing WRT | Toyota GR Yaris Rally1 |         |        |         |        |         |         |         | EST 1   |         |         |        |         |     |       | 8.º  | 52     |

### WRC-2
| Año  | Equipo               | Automóvil              | 1   | 2     | 3     | 4      | 5       | 6      | 7       | 8       | 9       | 10      | 11    | 12      | 13  | 14    | Pos. | Puntos |
| ---- | -------------------- | ---------------------- | --- | ----- | ----- | ------ | ------- | ------ | ------- | ------- | ------- | ------- | ----- | ------- | --- | ----- | ---- | ------ |
| 2019 | Oliver Solberg       | VW Polo GTi R5         | MON | SWE   | MEX   | FRA    | ARG     | CHI    | POR     | ITA     | FIN     | GER     | TUR   | GBR Ret | ESP | AUS C | NC   | 0      |
| 2021 | Hyundai Motorsport N | Hyundai i20 NG R5      | MON | ART   | CRO   | POR 5  | ITA     | SAF    | EST Ret |         |         |         |       |         |     |       | 18.º | 10     |
| 2021 | Hyundai Motorsport N | Hyundai i20 N Rally2   |     |       |       |        |         |        |         | BEL Ret | GRE Ret | FIN Ret | ESP   | MNZ     |     |       | 18.º | 10     |
| 2022 | Hyundai Motorsport N | Hyundai i20 N Rally2   | MON | SWE   | CRO   | POR 25 | ITA     | SAF    | EST     | FIN     | BEL     | GRE     | NZL   | ESP     | JPN |       | 39.º | 3      |
| 2023 | Oliver Solberg       | Škoda Fabia RS Rally2  | MON | SWE 1 | MEX 3 | CRO    | POR 2   | ITA 26 | SAF     | EST 16  | FIN     | GRE Ret | CHL 1 | EUR     | JPN |       | 6.º  | 91     |
| 2024 | Toksport WRT         | Škoda Fabia RS Rally2  | MON | SWE 1 | SAF 2 | CRO    | POR Ret | ITA    | POL 2   | LAT 1   | FIN 1   | GRE     | CHL 4 | EUR     | JPN |       | 2.º  | 123    |
| 2025 | Printsport           | Toyota GR Yaris Rally2 | MON | SWE 1 | SAF 5 | ESP    | POR 1   | ITA    | GRE 1   | EST     | FIN     | PAR     | CHL   | EUR     | JPN | SAU   | 1.º  | 85     |

### WRC-3
| Año  | Equipo         | Automóvil              | 1   | 2     | 3       | 4     | 5   | 6     | 7     | Pos. | Puntos |
| ---- | -------------- | ---------------------- | --- | ----- | ------- | ----- | --- | ----- | ----- | ---- | ------ |
| 2020 | Oliver Solberg | Škoda Fabia Rally2 Evo | MON | SWE 5 |         |       | TUR | ITA 6 | MNZ 2 | 4.º  | 61     |
| 2020 | Oliver Solberg | VW Polo GTi R5         |     |       | MEX Ret | EST 1 |     |       |       | 4.º  | 61     |

### ERC
| Año  | Equipo                     | Automóvil              | 1     | 2     | 3      | 4     | 5     | 6   | 7   | 8   | Pos. | Puntos |
| ---- | -------------------------- | ---------------------- | ----- | ----- | ------ | ----- | ----- | --- | --- | --- | ---- | ------ |
| 2019 | Sports Racing Technologies | VW Polo GTi R5         | POR   | ESP   | LVA 1  | POL   | ITA   | CZE | CYP | HUN | 6.º  | 39     |
| 2020 | Oliver Solberg             | VW Polo GTi R5         | ITA 3 | LAT 1 | PRT 23 |       | ESP 4 |     |     |     | 2.º  | 112    |
| 2020 | Oliver Solberg             | Škoda Fabia Rally2 Evo |       |       |        | HUN 4 |       |     |     |     | 2.º  | 112    |
| 2023 | Toksport WRT               | VW Polo GTi R5         | POR   | ESP   | POL    | LAT   | SWE 1 | ITA | CZE | HUN | 15.º | 33     |
| 2024 | Oliver Solberg             | Škoda Fabia RS Rally2  | HUN   | ESP   | SWE 1  | EST   | ITA   | CZE | GBR | POL | 12.º | 35     |